# Stafford Cripps
Sir Richard Stafford Cripps CH FRS (Londres, 24 d'abril de 1889 – Zúric, 21 d'abril de 1952) va ser un polític anglès, que pertanyia al Partit Laborista britànic. Durant la Segona Guerra Mundial va exercir diversos càrrecs en el govern de coalició (1940–1945) incloent-hi el d'Ambaixador a la Unió Soviètica i el de Ministre de Producció d'avions i càrrecs en el govern laborista. Després de la guerra va tenir diversos càrrecs en el govern laborista de 1945–1951,primer com a Secretari d'Innovació (President de la Comissió de Comerç) i entre 1947 i 1950 com Chancellor of the Exchequer. En aquesta segona posició, Cripps va ser el responsable de la prosperitat econòmica del Regne Unit després de la guerra i, segons l'historiador Kenneth O. Morgan, “l'arquitecte real de la ràpida millora econòmica des de 1952.”. Tanmateix va fracassar en els seus esforços per resoldre la crisi de l'Índia britànica."